# Самгук Юса
Самгук Юса (кор. 삼국유사, Достопам'ятні події Трьох держав) — зібрання легенд, переказів та історичних записів, що належать до періоду Трьох держав Кореї (Когурьо, Пекче і Сілла), а також до інших періодів і держав до, під час і після періоду Трьох держав.
Текст був написаний на китайській (як і інша корейська література того часу). Був зібраний, принаймні в більшій частині, буддистським ченцем Ірьоном (1206—1289) в кінці XIII століття.
На відміну від більш історично вірогідної Самгук Сагі, Самгук Юса ґрунтується здебільшого на легендах, казках і життєписах ранньої корейської історії. У книзі описані численні легенди про заснування корейських держав. Ірьон зібрав легенди про численні королівства, включаючи Кочосон, Чосон Вімана, Пуйо, Когурьо, Пекче, Сілла і Кая.
Самгук Юса — найдавніша хроніка, в якій є запис легенди про Тангуна, засновника найдавнішої корейської держави Кочосон.